# Arnold Stöckli
Arnold Stöckli (*  27. Januar 1909 in Stans; † 12. April 1997 in Luzern) war ein Schweizer Architekt und Bruder von Paul Stöckli.

## Leben und Werk

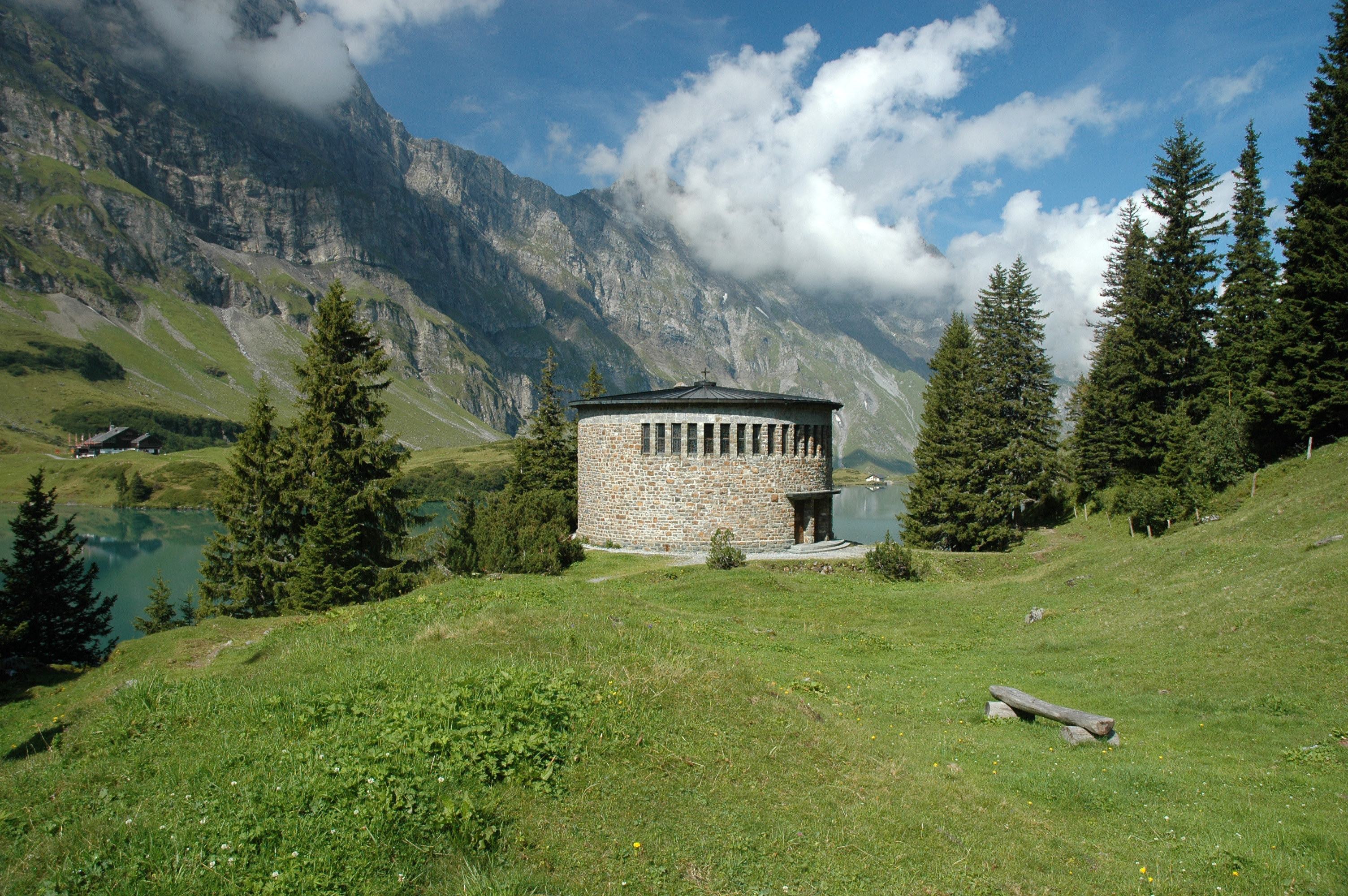
Stöcklis Trüebsee-Kapelle von 1935

Arnold Stöckli studierte Architektur von 1928 bis 1930 in Stuttgart und von 1931 bis 1934 in Wien. Stuttgart war ihm wegen der Weissenhofsiedlung wichtig, und in Wien wurde er Schüler von Peter Behrens, bei dem er 1934 diplomierte. Als Architekt war er in Stans und Luzern tätig, teilweise mit Fachkollegen zusammen. Er führte von 1958 bis 1978 ein eigenes Architekturbüro in Zürich. 
Stöckli spezialisierte sich in den Bereichen Kirchenbau und Städteplanung. Obwohl er sich an mehreren Wettbewerben für neue Kirchen beteiligte, konnte er lediglich eine Rundkapelle realisieren. Diese wurde 1935 auf Trüebsee ob Engelberg OW errichtet und gehörte bis zu den Kirchbauten von Mario Botta und der Böhm-Kirche St. Engelbert zu den wenigen modernen sakralen Gebäuden über einem Kreisgrundriss. Weitere Rundkirchen schlug er 1935 für Zug und 1936 für Schönenwerd vor, blieb aber erfolglos. 
Mit zwei wenig bekannten Veröffentlichungen (1954 und 1963) setzte er sich mit den Problemen von Grossstädten auseinander. Laut ihm sollte ein städtisches Gebilde aus zahlreichen eigenständigen Quartieren bestehen, die höchstens 10'000 Einwohner beherbergen. Viele Aspekte, die in der heutigen Stadtplanung eine wichtige Rolle spielen, wie Dichte, Strassenführung, öffentliche Gebäude, Bodenspekulation, erkannte er schon damals und belegte sie mit zahlreichen Querverweisen. Er beteiligte sich an verschiedenen urbanistischen Wettbewerben für Stockholm (1949), New York (1957), Berlin-Mitte (1958) und Wien-Süd (1977).
Umsetzen konnte er seine Ideen nur in Ansätzen. Dazu gehört die Zentrumsplanung in Stans mit dem Bahnhof und dem Verwaltungsgebäude, sowie der mit Walter Custer projektierte «Turmatthof» in Stans, bestehend aus unterschiedlichen Einheiten mit insgesamt 98 Wohnungen.

## Werke (Auswahl)
- Trüebsee, Rundkapelle, 1935
- Propstei Sankt Gerold (A), Um- und Erweiterungsbau der Begegnungsstätte, 1964–1992
- Stans, Wohnanlage «Turmatthof» (mit Walter Custer), 1964–1972
- Stans, Bahnhof/Gemeindekanzlei/Post, 1967–1974
- Stansstad, Wohnanlage «Seehof», 1973–1975
- Batschuns (A), Renovation und Erweiterung des Bildungshauses, 1973–1992

## Publikationen
- Die Stadt, ihr Wesen und ihre Problematik. Köln-Deutz 1954.
- Grossstadtprobleme, der urbane Mensch und seine Sicht. Hannover/Berlin/Sarstedt 1963.